# Mageri, Sakleshpur
Mageri là một làng thuộc tehsil Sakleshpur, huyện Hassan, bang Karnataka, Ấn Độ.